# Kepler-33
Kepler-33 è una stella nella costellazione del Cigno con un sistema di cinque pianeti noti.

## Caratteristiche
La stella, di tipo spettrale G e con una temperatura superficiale attorno ai 6000 K, è un po' più massiccia del Sole e potrebbe essersi già evoluta in subgigante, come suggerisce il suo raggio (1,82 R⊙) leggermente sovradimensionato, anche se altri studi ridimensionano il raggio della stella in 1,61 volte quello del Sole.
La scoperta dei pianeti è avvenuta nel 2012 con il metodo del transito attraverso le osservazioni del telescopio spaziale Kepler. Non sono note le masse, ma dai raggi dei pianeti il più interno potrebbe essere una grande super Terra o un piccolo Nettuno caldo, mentre gli altri sono probabilmente giganti gassosi, considerando le loro basse densità.
I due pianeti più interni sembrano in risonanza orbitale tra loro in un rapporto di 7:3.

## Prospetto sul sistema
| Pianeta | Tipo            | Massa       | Raggio  | Densità    | Periodo orb.   | Sem. maggiore |
| ------- | --------------- | ----------- | ------- | ---------- | -------------- | ------------- |
| b       | Super Terra?    | -           | 1,74 r⊕ | -          | 5,66793 giorni | 0,0677 UA     |
| c       | Gigante gassoso | -           | 3,2 r⊕  | -          | 13,1756 giorni | 0,1189 UA     |
| d       | Gigante gassoso | 4,3±2 M⊕    | 4,5 r⊕  | 0,25 g/cm³ | 21,776 giorni  | 0,1662 UA     |
| e       | Gigante gassoso | 6,1±1 M⊕    | 3,5 r⊕  | 0,79 g/cm³ | 31,7844 giorni | 0,2138 UA     |
| f       | Gigante gassoso | 10,6±1,5 M⊕ | 3,9 r⊕  | 0,95 g/cm³ | 41,029 giorni  | 0,2535 UA     |